# Тядема
Тядема — река в Архангельской области России, протекает по территории Черевковского сельского поселения Красноборского района. Устье реки находится в 10 км по левому берегу полоя Шанява. После впадения Тядемы в полой Шанява образуется протока Тядема, которая впадает в Северную Двину у деревень Куртяевская Вторая и Куртяевская Первая. В среднем течении протекает через урочища Тядемская ГЭС и Тядемская Мельница. Длина реки составляет 38 км, площадь водосборного бассейна — 566 км².

## Притоки
(указано расстояние от устья)
- исток
- Видок (пр)
- Саргас (лв)
- Хыртах (лв)
- 9 км: Сыльсна (пр)
- 8 км: Коноваж (пр)
- 5 км: Хабуха (пр)
- 1 км: Лудонга (пр)
- устье

## Данные водного реестра
По данным государственного водного реестра России относится к Двинско-Печорскому бассейновому округу, водохозяйственный участок реки — Северная Двина от впадения реки Вычегда до впадения реки Вага, речной подбассейн реки — Северная Двина ниже места слияния Вычегды и Малой Северной Двины. Речной бассейн реки — Северная Двина.
Код объекта в государственном водном реестре — 03020300112103000026541.